# Łęsk (jezioro)
Łęsk (Łąsk, Łenck Duży, Links Duży) – jezioro w Polsce położone w województwie warmińsko-mazurskim, w powiecie szczycieńskim, w gminie Dźwierzuty.

## Dane morfometryczne
- Powierzchnia – 116,5 ha
- Powierzchnia wysp – 0,1 ha
- Głębokość maksymalna – 39,5 m
- Głębokość średnia – 11 m
- Długość – 4020 m
- Szerokość maksymalna – 415 m
- Objętość – 12 879 m³
- Typ – sielawowy
- Położenie lustra wody – 148,2 m n.p.m.
- Jezioro jest otwarte. Cieki wodne:
  - w północnej części wpływa rzeczka z jeziora Arwiny
  - na południu wypływa rzeczka do jeziora Łęczek

## Charakterystyka
W części południowej, niedaleko ujścia do kanału łączącego jeziora leży mała wysepka. Brzegi jeziora są wysokie i strome, porośnięte wokół lasem. Jedynie w północnym krańcu jeziora ciągną się łąki i pola uprawne oraz leży wieś Orzyny. Wokół brzegów biegną dróżki. Łęsk jest typowo rynnowym jeziorem o dużej głębokości. Ławica przybrzeżna jest bardzo krótka, a spadki dna schodzą stromo do osi podłużnej jeziora z obydwu jego stron. Jedynie przy krańcach południowych ławica przybrzeżna jeziora jest szersza i ma łagodny spadek. Dno i partie przybrzeżne są przeważnie piaszczyste i żwirowato-piaszczyste, tylko w nielicznych płytszych miejscach częściowo zamulone. Dojazd: drogą wojewódzką nr 600 – Szczytno - Romany - Nowe Kiejkuty - Orzyny (jezioro przylega od południa do tej drogi w okolicy miejscowości Orzyny).

## Turystyka
Woda w ciągu całego roku jest dość przejrzysta, zimna i dobrze natleniona. Roślinność wodna wynurzona występuje w partiach przybrzeżnych jeziora, wzdłuż jego brzegów i przy wyspie. Podobnie roślinność miękka, zanurzona występuje w ww. partiach. W wielu miejscach przy brzegach zalegają w wodzie powalone drzewa. Ichtiolinia składa się z następujących gatunków: leszcz, płoć, okoń, szczupak, krąp, ukleja, wzdręga, węgorz, miętus i innych mniej licznych. Choć jezioro ma charakter sielawowy, sieja i sielawa (występuje tu śladowo).
Wzdłuż wschodniego brzegu, na znacznej przestrzeni rozciąga się rezerwat przyrody Kulka. Po przeciwnej stronie, na brzegu zachodnim, w połowie długości jeziora zlokalizowany jest ośrodek wypoczynkowy i pole biwakowe. Kilkaset metrów wyżej leży leśniczówka.